# Warburton River
Der Warburton River, im Oberlauf auch Warburton Creek genannt, ist ein temporär wasserführender Fluss im Nordosten des australischen Bundesstaates South Australia, der von Osten her in den Lake Eyre-Salzsee mündet. 

## Geographie und Hydrologie

### Flusslauf
Der Fluss entsteht bei der Siedlung Alton Downs an der Grenze der Simpsonwüste und der Strzelecki-Wüste ganz im Nordosten von South Australia. In der Goyder Lagoon vereinigen sich die von Norden kommenden Flüsse  Diamantina River und der Eyre Creek. Der Warburton Creek verlässt das Feuchtgebiet in südwestlicher Richtung und durchfließt die Siedlungen Warburton Crossing und Kalamurina am Rande der Sturts-Steinigen-Wüste und der Tirariwüste. Kurz vor seiner Mündung in den Lake Eyre nimmt der Fluss, der inzwischen Warburton River genannt wird, den aus Nordwesten kommenden Macumba River auf. Nördlich des Lake-Eyre-Nationalparks mündet er in den gleichnamigen Salzsee.
Der Warburton River hat eine große Bedeutung für die Landwirtschaft der Region. Sein Wasser erreicht den Lake Eyre allerdings – statistisch betrachtet – nur alle 25 Jahre, vor allem dann, wenn es in seinem Einzugsgebiet zu starken Regenfällen kommt.

### Nebenflüsse mit Mündungshöhen
Der Warburton River hat folgende Nebenflüsse:
- Eyre Creek – 24 m
- Diamantina River – 24 m
- Kallakoopah Creek – 20 m
- Derwent Creek – 8 m
- Tumpawarinna Creek – 7 m
- Kalaweerina Creek – −10 m
- Macumba River – −11 m

### Durchflossene Seen
Er durchfließt folgende Seen/Stauseen/Wasserlöcher:
Der Warburton River durchfließt eine Reihe von Wasserlöchern, die meist auch dann mit Wasser gefüllt sind, wenn der Fluss selbst trocken liegt:
- Ancheterrinna Waterhole – 22 m
- Poothapootha Waterhole – 22 m
- Mooloowurdoo Waterhole – 21 m
- Koochooweerinna Waterhole – 21 m
- Murdaperilinna Waterhole – 20 m
- Pirricoogoomoo Waterhole – 19 m
- Ultoomurra Waterhole – 18 m
- Wanawarawampinna Waterhole – 18 m
- Wurdoopoothanie Waterhole – 18 m
- Willapinna Waterhole – 13 m
- Emu Bone Waterhole – 12 m
- Moondanna Waterhole – 10 m
- Yellow Waterhole – 9 m
- Kirrianthana Waterhole – 6 m
- Keekelanna Soakage – −2 m
- Karingallanna Waterhole – −5 m
- Kalawaranna Soakage – −6 m
- Wild Dog Waterhole – −10 m
- Warriebucca Waterhole – −10 m

## Geschichte
Den Flussverlauf erkundete der große Entdecker Australiens, Peter Egerton Warburton, im Jahre 1866 als erster Europäer in der Annahme, dass es sich um den Cooper Creek handle. Nach ihm wurde der Fluss benannt. 